# Ludovic Boukherma
Ludovic Boukherma (Marmanda, 5 de juny de 1992) un director de cinema i un guionista francès. Va passar la seva infantesa i adolescència a Lo Pòrt. Ha codirigit diversos curtmetratges abans de codirigir un curt i un llargmetratge amb Zoran Boukherma, Hugo P. Thomas i Marielle Gautier.

## Biografia
Ludovic és el germà bessó de Zoran Boukherma, que també és director de cinema. Ludovic Boukherma coneix Hugo P. Thomas i Marielle Gautier a l'Escola Cité du Cinéma fundada per Luc Besson.
Després d'haver liderat per separat diversos projectes premiats, tots quatre van escriure i dirigir junts els curtmetratges Perrault, La Fontaine, Mon Cul ! i Ich bin eine Tata abans de consagrar-se junts al seu primer llargmetratge Willy 1er presentat per l'ACID au  festival de Cannes 2016.
Ludovic va guanyar el 2019 el premi al guió (antic Prix Sopadin) pel guió de Teddy, una pel·lícula sobre homes llop que va coescriure amb el seu germà bessó Zoran Boukherma. Van dirigir la pel·lícula l'estiu del 2019 amb Anthony Bajon al paper principal al costat de Noémie Lvovsky, per al 2020 estva previst un llançament al Selecció oficial del 73è Festival Internacional de Cinema de Canes.
El 2022, Hugo Sélignac i Alain Attal es van acostar a ell i al seu germà per escriure i dirigir l'adaptació de la novel·la Leurs enfants après eux de Nicolas Mathieu. El rodatge va començar l'estiu del 2023 amb Paul Kircher, Gilles Lellouche, Sayyid El Alami, Ludivine Sagnier i altres en els papers principals.

## Filmografia
- 2015 : Perrault, La Fontaine, Mon Cul ! (curtmetratge)
- 2015 : Ich bin eine Tata (curtmetratge)
- 2016 : Willy 1er codirigida amb Zoran Boukherma, Marielle Gautier i Hugo P. Thomas.
- 2017 : La Naissance du monstre (curtmetratge)
- 2020 : Teddy codirigida amb Zoran Boukherma[9]
- 2022 : L'Année du requin codirigida amb Zoran Boukherma[10]
- 2024 : Leurs enfants après eux codirigida amb Zoran Boukherma[11]

## Distincions
- ACID Cannes 2016.
- Gran Premi al Festival du film culte de Trouville.
- Premi d'Ornano-Valenti al Festival de Cinema Americà de Deauville[12]
- Amphore d'Or i Amphore du Peuple al FIFIGROT 2016[13]
- Premi de Guión Júnior (anteriorment Premi Sopadin) 2019 per Teddy[14]
- Premi de la Crítica José Luis Guarner al LIII Festival Internacional de Cinema Fantàstic de Catalunya per  Teddy.[15]
- Selecció oficial al 73è Festival Internacional de Cinema de Canes per a Teddy[16]
- Selecció oficial a la 81a Mostra Internacional de Cinema de Venècia per Leurs Enfants Après Eux[17]